# James Rossiter
James Rossiter (Oxford, 25 agosto 1983) è un ex pilota automobilistico britannico, dal 2023 diventa Team Principal del nuovo team di Formula E, Maserati MSG Racing.
Come pilota ha corso in diversi campionati, le categorie minori, come: la Formula Renault italiana, la F3 Euro Series, la British Formula 3 International Series e il Gran Premio di Macao. Dal 2013 al 2019 ha corso in Giappone tra la Super Formula e il Super GT. Nello stesso periodo, fino il suo ritiro nel 2022 ha partecipato a 22 corse del Campionato del mondo endurance FIA, tra cui due volte la 24 Ore di Le Mans.
Inoltre è stato dal 2004 al 2013 collaudatore e terzo pilota di vari team di Formula 1: BAR Honda (2004-2006), Super Aguri (2007), Honda (2008), Force India (2013-2014).

## Carriera

### Kart e primi anni in monoposto
Rossiter comincia a correre a 14 anni sui kart, dove rimane per oltre 3 anni. Nel 2001 testa una Formula Palmer Audi, della scuderia formata dall'ex pilota di Formula 1 Jonathan Palmer. Tra la fine del 2001 e del 2002 fa da collaudatore in Formula Renault e inizia a competere partecipando ad alcuni round della Formula Renault UK. Nel 2003 partecipa all'intera stagione della serie e ottiene una vittoria e dieci podi chiudendo terzo in classifica dietro Lewis Hamilton e Alex Lloyd.
Dal 2004 Rossiter inizia a competere in Formula 3, arriva terzo nella British Formula 3 International Series dietro a Nelson Piquet Jr. e Adam Carroll e quarto nel Bahrain Superprix vinto da Hamilton. L'anno seguente passa alla Euroseries dove chiude settimo in classifica e diventa collaudatore del team di Formula 1, BAR Honda.
Il 2006 è il suo ultimo anno a guida nelle serie minori: partecipa alla World Series by Renault, finendo tredicesimo.

### Collaudatore tra Formula 1 e Formula E

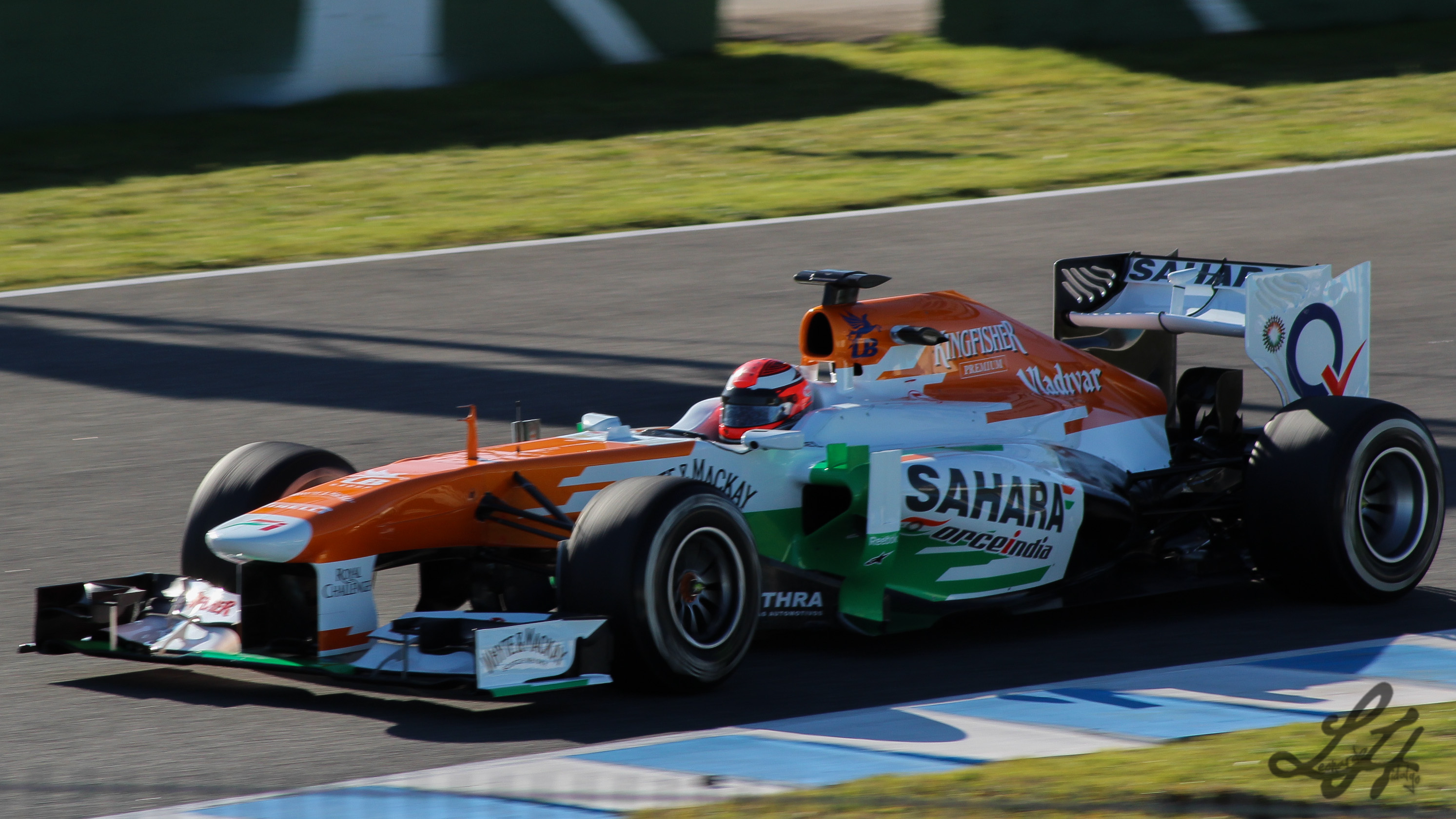
James Rossiter durante i test a Jerez con la Force India

Nella stagione 2004 ha il primo approccio alla Formula 1 diventando pilota collaudatore del team BAR Honda. Rimane pilota collaudatore del team britannico per i due anni successivi per poi passare nel 2007 alla Super Aguri e nel 2008 al team ufficiale della Honda.
Il team Honda decide di lasciare la Formula 1 a fine 2009, Rossiter cerca un sedile da titolare per la stagione 2010 vista l'entrata di quattro nuovi team e trova un ingaggio con il team Team US che tuttavia, per problemi economici, deve rinunciare a partecipare al campionato. Rimasto a piedi prova ad entrare nella IndyCar Series con il team KV Racing ma anche in questo caso trova le porte chiuse.
A metà della stagione 2012 di Formula Uno viene ingaggiato dal team Force India come collaudatore e pilota al simulatore, avendo pure la possibilità di scendere in pista con la VJM06 nei test pre-campionato a Jerez nel 2013.
Dalla stagione 2018-2019 diventa pilota collaudatore in Formula E per il team DS Techeetah. Nel 2020 scende in pista nelle prove libere del E-Prix di Marrakech vista l'impossibilità di Jean-Éric Vergne, pilota titolare del team.

### Super Formula e Super GT

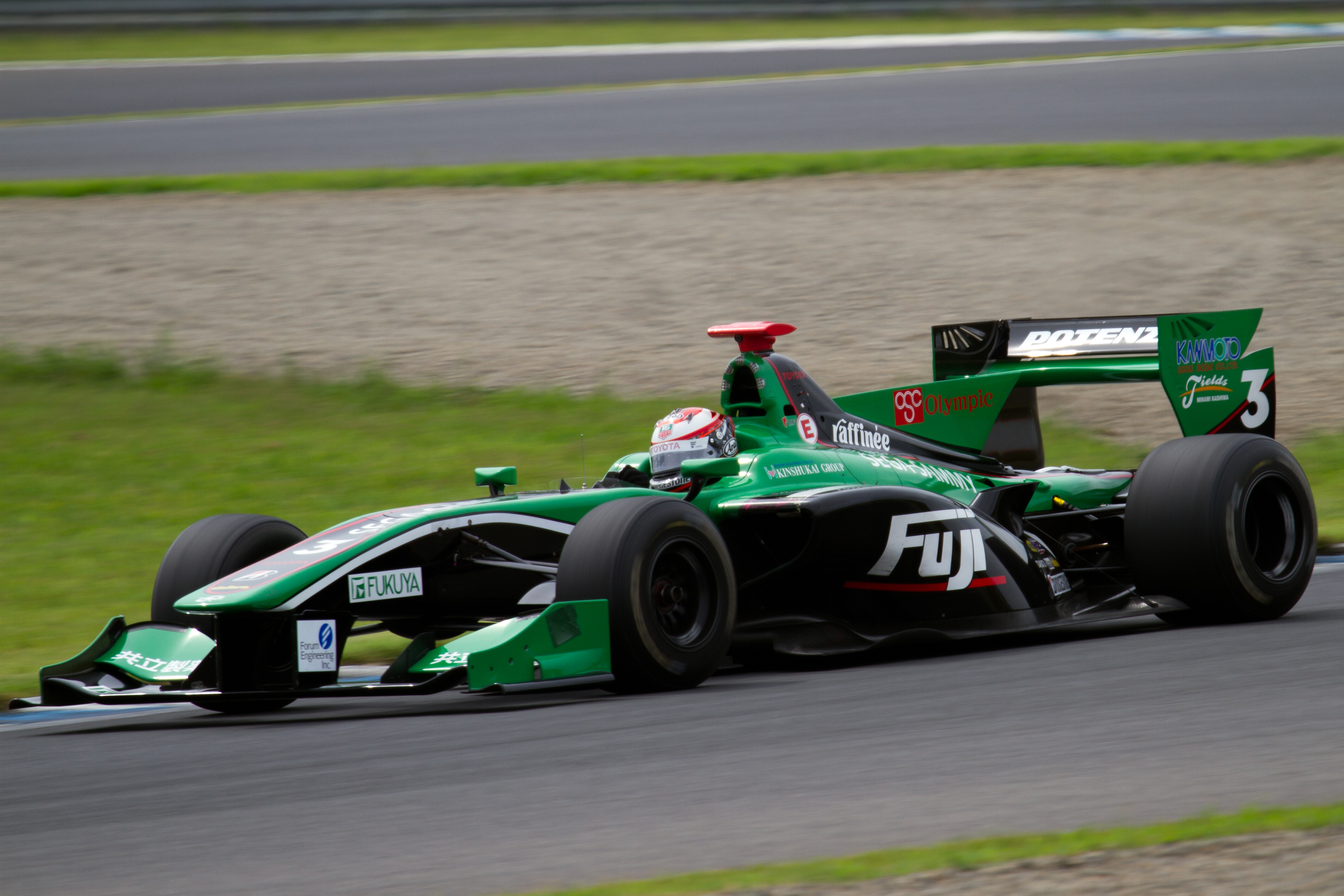
James Rossiter in Super Formula nel 2014

Nel 2013, Rossiter si è unito al team Lexus Team Petronas TOM'S per correre a tempo pieno nel Super GT, in Giappone. Il britannico divide la Lexus SC430 con l'ex pilota di Formula 1 Kazuki Nakajima, vincono due corse e finiscono terzi in campionato. Lo stesso anno partecipa part-time con il team TOM'S alla Super Formula.
L'anno seguente gareggia a tempo pieno sia nel Super GT, sempre con TOM'S, che nella Super Formula con il team Kondō Racing. Rossiter in GT ottiene due vittorie e finisce di nuovo terzo in classifica, mentre in Formula ottiene un secondo posto come miglior risultato.
Rossiter ha continuato con il doppio impegno anche per il 2015 e 2016 dove ottiene quattro podi e una vittoria nel GT. Nel 2017 lascia Kondō Racing e ritorna al Vantelin Team TOM'S in entrambe le serie. Nel 2019, ultimo anno in Giappone, Rossiter si unisce al Team Impul nel Super GT.

### WEC
Prima di entrare a far parte del Campionato del mondo endurance, Rossiter muove i suoi primi passi nelle corse di auto sportive nel 2008 gareggiando part-time nell'American Le Mans Series con il team Andretti Green Racing. In America ha vinto la gara di Detroit (Belle Islee) insieme a Franck Montagny, successivamente ha partecipato alla 24 Ore di Le Mans con la Lotus Evora GTE.

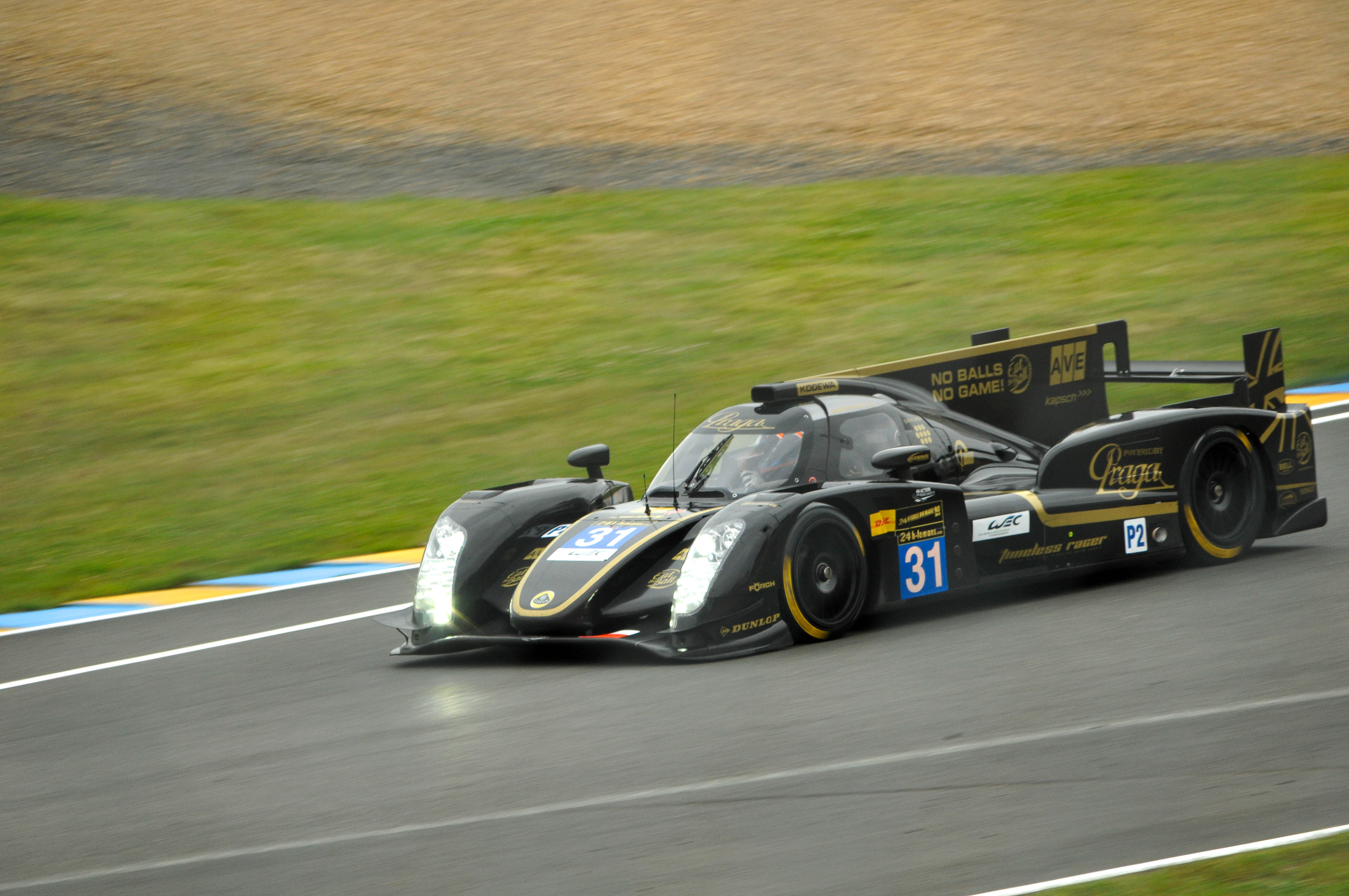
La Lotus T128 utilizzata da James Rossiter durante la 24 Ore di Le Mans 2013

Nel 2012 si è unito al team Lotus per correre nella classe LMP2 del team Campionato del mondo endurance. Rossiter ottiene il miglior piazzamento in Bahrain ed è partito in pole nel evento di Shanghai. Con il team ha continuato a correre in modo part-time anche per i due anni successivi. Nel 2012 partecipa anche a un test per giovani piloti fatto del team Audi del Deutsche Tourenwagen Masters.
Dopo un anno d'assenza rientra nel WEC con il team ByKolles Racing nel 2016. Rossiter guida la ENSO CLM P1/01 e ottiene sei apparizioni nella classe LMP1 in tre anni di corse, mentre con il team G-Drive Racing corre la 6 Ore del Fuji nel 2017 nella classe LMP2.
Nel 2021 Rossiter viene scelto come pilota collaudatore e di riserva del team Peugeot. Nel 2022 viene scelto come sostituito di Kevin Magnussen (ritornato in Formula 1) per il progetto Hypercar della Peugeot, Rossiter guiderà la Peugeot 9X8 nelle ultime tre gare del Campionato del mondo endurance. Per l'ultima gara della stagione, la 8 Ore del Bahrain, viene sostituito da Nico Müller e torna al suo ruolo di pilota collaudatore.

## Team Principal
Il 7 ottobre 2022 ha annunciato il suo ritiro dalle competizioni professionali e viene designato nuovo Team Principal del team di Formula E, Maserati MSG Racing dalla stagione 2023

## Risultati

### Risultati nel WEC
| Anno    | Squadra         | Classe | Vettura        | SEB | SPA | LMS | SIL | SÃO | BHR | FUJ | SHA |     | Punti | Pos. |
| ------- | --------------- | ------ | -------------- | --- | --- | --- | --- | --- | --- | --- | --- | --- | ----- | ---- |
| 2012    | Lotus           | LMP2   | Lola B12/60    |     | 29  |     | Rit | 13  | 9   | 12  | Rit |     | 4.5   | 44º  |
| Anno    | Squadra         | Classe | Vettura        | SIL | SPA | LMS | SÃO | COA | FUJ | SHA | BHR |     | Punti | Pos. |
| 2013    | Lotus           | LMP2   | Lotus T128     |     | 6   | Rit |     | DNS | 10  |     |     |     | 8     | 25º  |
| Anno    | Squadra         | Classe | Vettura        | SIL | SPA | LMS | COA | FUJ | SHA | BHR | SÃO |     | Punti | Pos. |
| 2014    | Lotus           | LMP1   | CLM P1/01      |     |     |     | 15  | Rit |     |     |     |     | 0.5   | 25º  |
| Anno    | Squadra         | Classe | Vettura        | SIL | SPA | LMS | NÜR | MEX | COA | FUJ | SHA | BHR | Punti | Pos. |
| 2016    | ByKolles Racing | LMP1   | CLM P1/01      | 14  | 6   |     |     |     |     |     |     |     | 8.5   | 24º  |
| Anno    | Squadra         | Classe | Vettura        | SIL | SPA | LMS | NÜR | MEX | COA | FUJ | SHA | BHR | Punti | Pos. |
| 2017    | ByKolles Racing | LMP1   | ENSO CLM P1/01 | Rit | 6   |     |     |     |     |     |     |     | 9     | 29º  |
| 2017    | G-Drive Racing  | LMP2   | Oreca 07       |     |     |     |     |     |     | 6   |     |     | 8     | 26º  |
| Anno    | Squadra         | Classe | Vettura        | SPA | LMS | SIL | FUJ | SHA | SEB | SPA | LMS |     | Punti | Pos. |
| 2018-19 | ByKolles Racing | LMP1   | ENSO CLM P1/01 |     |     |     | 5   | Rit |     |     |     |     | 10    | 26º  |
| Anno    | Squadra         | Classe | Vettura        | SEB | SPA | LMS | MON | FUJ | BHR |     |     |     | Punti | Pos. |
| 2022    | Peugeot Sport   | LMH    | Peugeot 9X8    |     |     |     | 4   | 5   |     |     |     |     | 22    | 8º   |
| Legenda |                 |        |                |     |     |     |     |     |     |     |     |     |       |      |

### Risultati 24 Ore di Le Mans
| Anno | Team  | Co-piloti                      | Vettura         | Classe  | Giri | Pos. | Class Pos. |
| ---- | ----- | ------------------------------ | --------------- | ------- | ---- | ---- | ---------- |
| 2011 | Lotus | Jonathan Hirschi Johnny Mowlem | Lotus Evora GTE | GTE Pro | 295  | 22º  | 7º         |
| 2013 | Lotus | Christophe Bouchut Kevin Weeda | Lotus T128      | LMP2    | 17   | DNF  | DNF        |

### Risultati Super GT
| Anno    | Team                      | Vettura      | Classe | 1      | 2      | 3      | 4      | 5       | 6      | 7       | 8       | Punti | Pos. |
| ------- | ------------------------- | ------------ | ------ | ------ | ------ | ------ | ------ | ------- | ------ | ------- | ------- | ----- | ---- |
| 2013    | Lexus Team Petronas TOM'S | Lexus SC430  | GT500  | OKA 12 | FUJ 1  | SEP 11 | SUG 10 | SUZ 3   | FUJ 12 | AUT 1   | MOT 5   | 60    | 3º   |
| 2014    | Lexus Team Petronas TOM'S | Lexus RC F   | GT500  | OKA 13 | FUJ 9  | AUT 5  | SUG 4  | FUJ 5   | SUZ 1  | BUR 1   | MOT 10  | 68    | 3º   |
| 2015    | Lexus Team Petronas TOM'S | Lexus RC F   | GT500  | OKA 14 | FUJ 3  | CHA 8  | FUJ 7  | SUZ 1   | SUG 13 | AUT 5   | MOT Rit | 49    | 7º   |
| 2016    | Lexus Team KeePer TOM'S   | Lexus RC F   | GT500  | OKA 2  | FUJ 3  | SUG 8  | FUJ 12 | SUZ Rit | CHA 9  | MOT Rit | MOT 5   | 38    | 9º   |
| 2017    | Lexus Team au TOM's       | Lexus LC 500 | GT500  | OKA 5  | FUJ 5  | AUT 1  | SUG 7  | FUJ 4   | SUZ 9  | BUR 5   | MOT 14  | 53    | 5º   |
| 2018    | Lexus Team au TOM's       | Lexus LC 500 | GT500  | OKA    | FUJ 4  |        |        |         |        |         |         | 8     | 18º  |
| 2018    | Lexus Team LeMans Wako's  | Lexus LC 500 | GT500  |        |        | SUZ 12 | CHA    | FUJ     | SUG    | AUT     | MOT     | 8     | 18º  |
| 2019    | Team Impul                | Nissan GT-R  | GT500  | OKA 3‡ | FUJ 12 | SUZ 10 | BUR 8  | FUJ 5   | AUT    | SUG 14  | MOT Rit | 17.5  | 13º  |
| Legenda |                           |              |        |        |        |        |        |         |        |         |         |       |      |

### Risultati Super Formula
| Anno    | Team                | 1      | 2       | 3       | 4      | 5     | 6      | 7       | 8       | 9      | Punti | Pos. |
| ------- | ------------------- | ------ | ------- | ------- | ------ | ----- | ------ | ------- | ------- | ------ | ----- | ---- |
| 2013    | Petronas Team TOM'S | SUZ 11 | AUT     | FUJ     | MOT    | SUG   | SUZ 7  | SUZ 6   |         |        | 2.5   | 16º  |
| 2014    | Kondō Racing        | SUZ 2  | FUJ 6   | FUJ 17  | FUJ 8  | MOT 8 | AUT 5  | SUG 4   | SUZ 6   | SUZ 10 | 22    | 6º   |
| 2015    | Kondō Racing        | SUZ 16 | OKA Rit | FUJ 7   | MOT 12 | AUT 6 | SUG 14 | SUZ Rit | SUZ Rit |        | 5     | 12º  |
| 2016    | Kondō Racing        | SUZ 6  | OKA 9   | FUJ 5   | MOT 5  | OKA 9 | OKA 10 | SUG 8   | SUZ 12  | SUZ 15 | 12    | 10º  |
| 2018    | Vantelin Team TOM'S | SUZ 11 | AUT C   | SUG Rit | FUJ 19 | MOT 9 | OKA 11 | SUZ Rit |         |        | 0     | 17º  |
| Legenda |                     |        |         |         |        |       |        |         |         |        |       |      |